# Hart (Gemeinde Altlengbach)
Hart ist eine Ortschaft in der Marktgemeinde Altlengbach im Bezirk St. Pölten-Land, Niederösterreich.

## Geografie
Die Ortschaft befindet sich östlich von St. Pölten in den Niederösterreichischen Voralpen und am westlichen Ende des Wienerwaldes. Am 1. Jänner 2024 zählte die Ortschaft 61 Einwohner.

## Geschichte
Im Jahr 1914 wurde bei Hart ein Graphitvorkommen erschlossen und ein Bergwerk errichtet. Laut Adressbuch von Österreich waren im Jahr 1938 in Hart ein Gastwirt und mehrere Landwirte ansässig.